# Golden Globe 1956
La 13ª edizione della cerimonia di premiazione dei Golden Globe si è tenuta il 23 febbraio 1956 al Cocoanut Grove dell'Ambassador Hotel di Los Angeles, California.

## Premi per il cinema
Vengono di seguito indicati in grassetto i vincitori.
Ove ricorrente e disponibile, viene indicato il titolo in lingua italiana e quello in lingua originale tra parentesi.
- Miglior film drammatico: La valle dell'Eden (East of Eden), regia di Elia Kazan[1]
- Miglior film commedia o musicale: Bulli e pupe (Guys and Dolls), regia di Joseph L. Mankiewicz[2]
- Miglior film promotore di Amicizia Internazionale: L'amore è una cosa meravigliosa (Love Is a Many-Splendored Thing), regia di Henry King[3]
- Miglior regista: Joshua Logan - Picnic [4]
- Miglior attore in un film drammatico: Ernest Borgnine - Marty, vita di un timido (Marty)[5]
- Miglior attrice in un film drammatico: Anna Magnani - La rosa tatuata (The Rose Tattoo)[6]
- Miglior attore in un film commedia o musicale: Tom Ewell - Quando la moglie è in vacanza (The seven Year Itch)[7]
- Migliore attrice in un film commedia o musicale: Jean Simmons - Bulli e pupe (Guys and Dolls)[2]
- Miglior attore non protagonista: Arthur Kennedy - L'imputato deve morire (Trial)[8]
- Migliore attrice non protagonista: Marisa Pavan - La rosa tatuata (The Rose Tattoo)[9]
- Migliore attore debuttante
  - Ray Danton[10]
  - Russ Tamblyn[11]
- Migliore attrice debuttante
  - Anita Ekberg[12]
  - Victoria Shaw[13]
  - Dana Wynter[14]
- Miglior film straniero
  - All'est si muore (Kinder, Mütter und ein General), regia di László Benedek (Germania)[15]
  - Dangerous Curves (Dangerous Curves),  (Regno Unito)[16]
  - Kodomo no me (Kodomo no me), regia di Yoshiro Kawazu (Giappone)[17]
  - Ordet - La parola (Ordet), regia di Carl Theodor Dreyer (Danimarca)[18]
  - Stella, cortigiana del Pireo (Stella), regia di Michael Cacoyannis (Grecia)[19]

## Premi per la televisione
- Miglior trasmissione televisiva
  - Dinah Shore - Disneyland (Disneyland) per l'episodio Davy Crockett[20]
  - Lucille Ball e Desi Arnaz - The American Comedy (The American Comedy)[21]

## Premi onorari
- Golden Globe alla carriera: Jack Warner
- Golden Globe Speciale: Wichita (Wichita), regia di Jacques Tourneur miglior dramma all'aperto[22]
- Henrietta Award
  - Il miglior attore del mondo: Marlon Brando[23]
  - La miglior attrice del mondo: Grace Kelly[24]
- Hollywood Citizenship Award: Esther Williams[25]